# Ladislav Truksa
Ladislav Truksa (17. prosince 1891 Pavlíkov – ?) byl český matematik, statistik, teoretik pravděpodobnosti a pojistný matematik. Dosáhl řady výsledků v oblasti matematické statistiky, teorii náhodných procesů, ortogonálních polynomů.

## Biografie
V roce 1911 maturoval na rakovnickém gymnáziu. Poté začal studovat studovat pojistnou matematiku na dvouletém studijním programu pojistných technik na české pražské technice. Od akademického roku 1912/1913 začal souběžně studovat matematiku a fyziku na české filozofické fakultě Univerzity Karlovy.
Studia přerušil roku 1914 kvůli mobilizaci, při rakouské okupaci Albánie se nakazil malárií. Roku 1938 byl mobilizován v hodnosti kapitána. Po demobilizaci roku 1918 studia matematiky a fyziky na dokončil, roku 1921 získal způsobilost vyučovat tyto předměty na středních školách.
Jeho vědecká dráha nebyla přímočará, protože ještě před rokem 1921 začal pracovat v nově zřízeném Všeobecném pensijním ústavu jako vedoucí matematického oddělení. Vědou se zabýval při zaměstnání, nejprve se zaměřil na teorii interpolací - ortogonální polynomy. O této problematice roku 1931 obhájil habilitační práci na UK, od roku 1931 až do roku 1953 zde přednášel jako soukromý docent pojistnou matematiku na přírodovědecké fakultě.
Zaměřoval se také na teprve vznikající teorii náhodných procesů, zabýval se i aplikacemi v pojistné matematice a ve fyzice.
Po obnovení činnosti vysokých škol v roce 1945 začal přednášet matematickou statistiku, v roce 1953 se stal řádným docentem, roku 1960 pak profesorem matematické statistiky na MFF UK.

## Dílo
Napsal následující učebnice:
- Statistická dynamika: Určeno pro posluchače fakulty matematicko-fysikální. Praha: SPN, 1956.
- Statistická dynamika: Určeno pro posluchače fakulty matematicko-fysikální. 2. díl Praha: SPN, 1958.